# Sơn Long, huyện Sơn Tây
Sơn Long là một xã thuộc huyện Sơn Tây, tỉnh Quảng Ngãi, Việt Nam.
Xã Sơn Long có diện tích 42,41 km², dân số năm 1999 là 2.154 người, mật độ dân số đạt 51 người/km².
| dân tộc sinh sống = Xơ Đăng | Ca Dong | Người Kinh | Hrê
|Các thôn = Ra Manh, Mang Hin, Tà Vay